# La redacción abierta
- La Redacción Abierta (anteriormente, El Telediario de Intereconomía) es un programa de televisión que se emite actualmente de lunes a viernes, con dos ediciones:
  - La redacción abierta de la mañana, extenso espacio informativo que cuenta con la colaboración de Julio Ariza y el periodista Josep Maria Francàs. Incluye debates, tertulias y entrevistas en El Toro TV (anteriormente, Intereconomía).
  - La redacción abierta de la tarde, extenso espacio informativo que incluye debates, tertulia y entrevistas. Presentado y dirigido por Xavier Horcajo en El Toro TV (anteriormente, Intereconomía).

El programa es presentado actualmente por Xavier Horcajo. Se trata de un programa informativo que se emite en directo desde la redacción del Grupo Intereconomía, donde sus periodistas y colaboradores son entrevistados para analizar la actualidad informativa que se va produciendo en tiempo real. 
Anteriormente el programa fue conducido por los periodistas Eurico Campano, José Javier Esparza y Rafael Núñez Huesca entre otros en las diversas ediciones de mañana, mediodía y tarde que el programa poseía.
Generalmente cada temporada suelen cambiar de presentador/a principal.

## Premios
En 2013, los servicios informativos de fin de semana del canal recibieron una Antena de oro.

## Donde verse

### Televisión
- El Toro TV (diferentes provincias TDT, a nivel nacional plataformas)
- Además, en las plataformas digitales -en todo el territorio nacional- Movistar TV (canal 124), Vodafone / ONO (canal 201), Orange (canal 84), Euskaltel (canal 981), Telecable (canal 68) y R.Galicia (canal 91), y a través de Internet en www.eltorotv.com.[2]

### Radio
- Radio Intereconomía[2]

### Televisión
- Estos programas: Dando Caña, Pulso Económico, La Redacción Abierta, El Gato al Agua, Más se perdió en Cuba, Ciudadano Cake, España en la Memoria, se emite en:
  - Aragón (La General),
  - Galicia (Telemiño, Santiago TV y Ermes TV),
  - Guadalajara (Alcarria TV),
  - Región de Murcia (Canal 8 Murcia).[2]

### Radio
- Estos programas: Dando Caña, Pulso Económico, La Redacción Abierta, El Gato al Agua, Más se perdió en Cuba se emite en:
  - Libertad FM (España)[3]
    - Libertad FM frecuencias:
    - Almería: 105.0 FM
    - Jaén: 95.3 FM
    - Las Palmas de Gran Canaria: 100.1 FM
    - Madrid: 107.0 FM
    - Málaga: 106.4 FM
    - Marbella: 99.3 FM
    - Santa Cruz de Tenerife: 94.6 FM[4]